# Ґаворково
Ґаворково (пол. Gaworkowo) — село в Польщі, у гміні Полчин-Здруй Свідвинського повіту Західнопоморського воєводства.
Населення — 249 осіб (2011).

## Демографія
Демографічна структура станом на 31 березня 2011 року:
|          | Загалом | Допрацездатний вік | Працездатний вік | Постпрацездатний вік |
| -------- | ------- | ------------------ | ---------------- | -------------------- |
| Чоловіки | 124     | 18                 | 97               | 9                    |
| Жінки    | 125     | 21                 | 80               | 24                   |
| Разом    | 249     | 39                 | 177              | 33                   |